# Post- und Telegraphenverwaltung

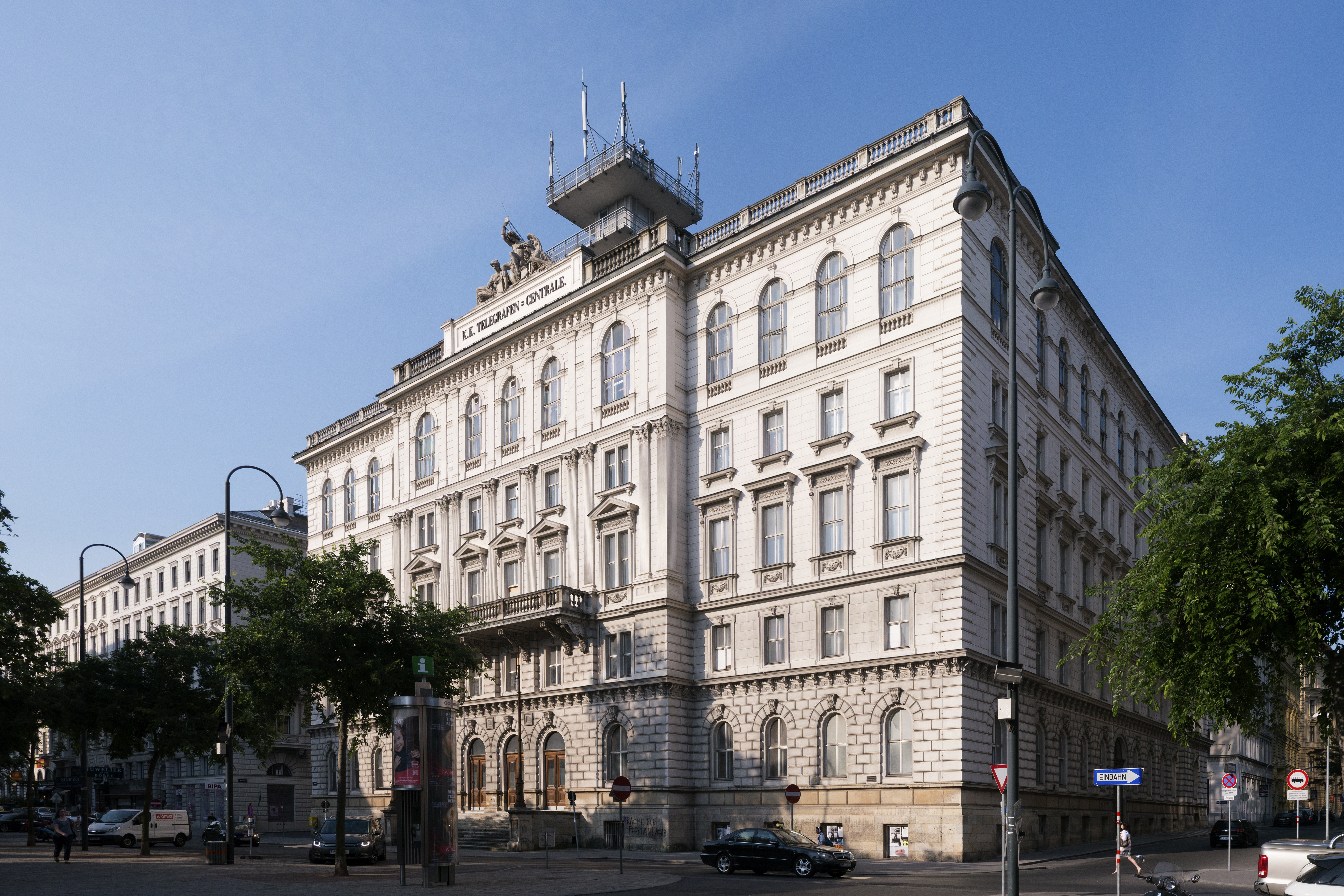
L'ufficio centrale della PTV nella Innere Stadt di Vienna, in Börseplatz 1

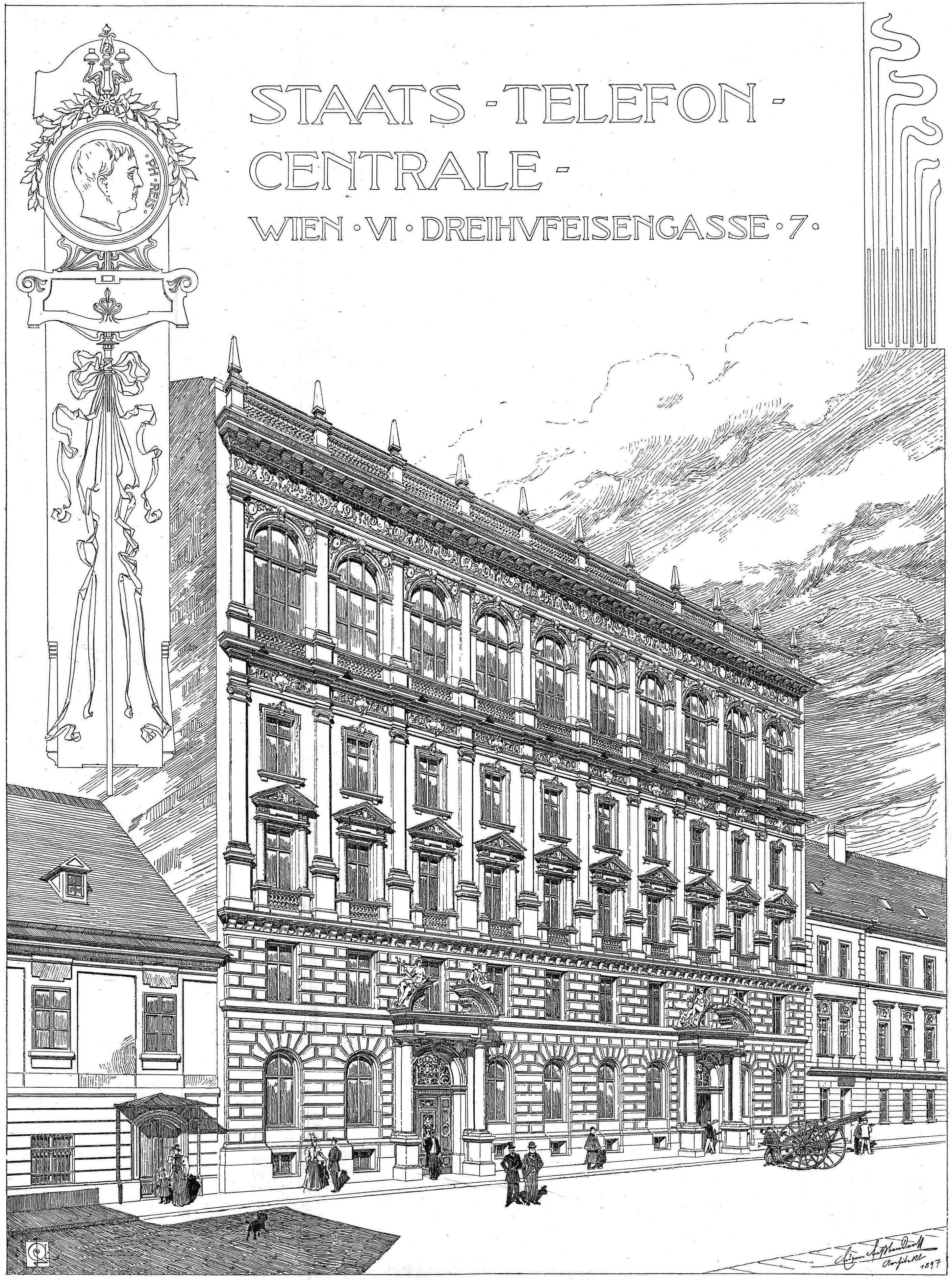
La Centrale I dei telefoni di stato

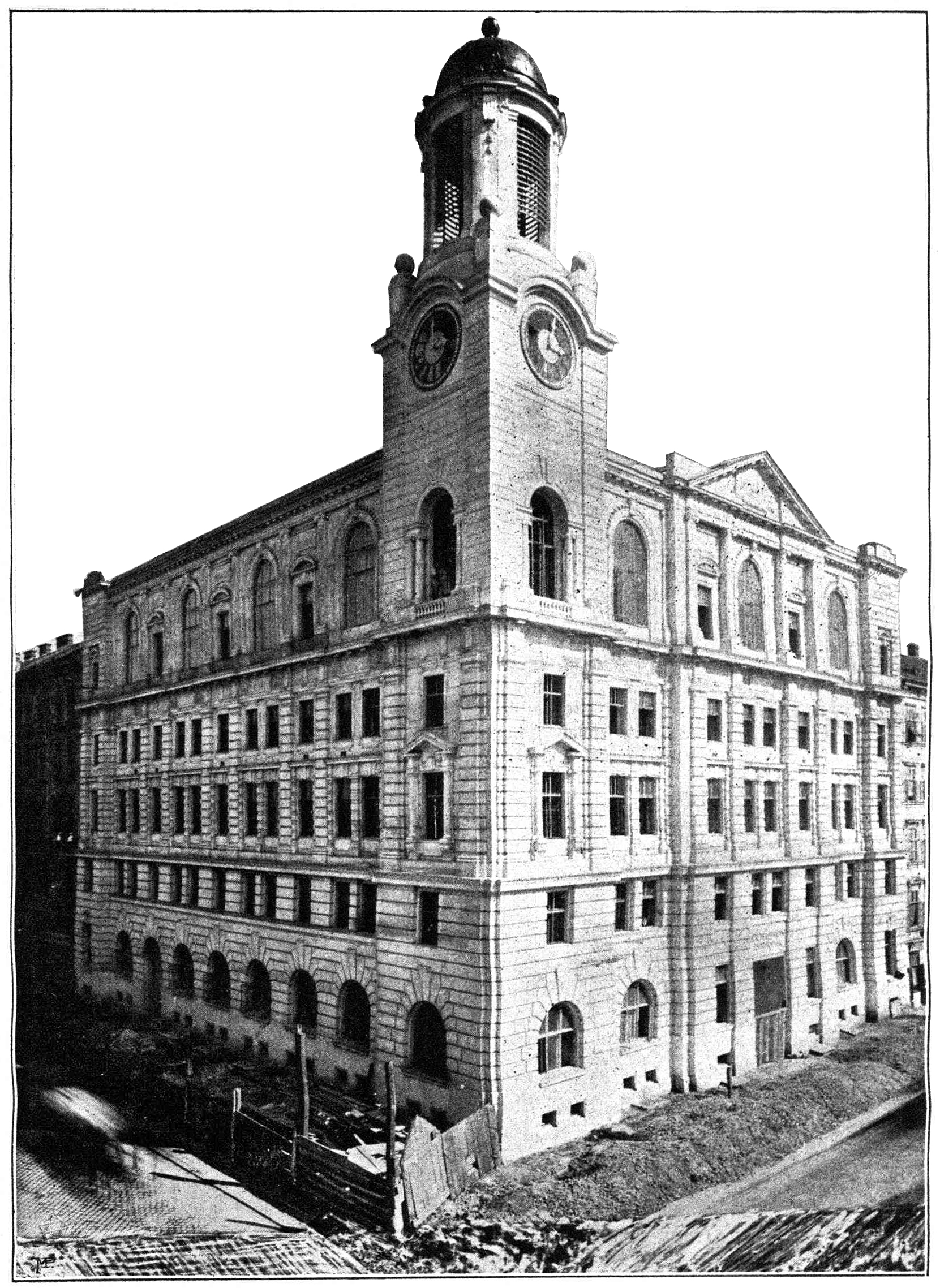
La Centrale II dei telefoni di stato nel distretto viennese di Alsergrund, all'angolo fra la Hahngasse e la Berggasse

La Österreichische Post- und Telegraphenverwaltung ("Amministrazione delle poste e dei telegrafi austriaci", abbreviata PTV, o anche ÖPT) era la più alta autorità amministrativa del servizio postale e telegrafico statale austriaco. L'ente era stato fondato nel 1866 come settore speciale dell'allora Ministero del Commercio dell'Impero austro-ungarico.
L'azienda si suddivideva al momento dello scioglimento nel 1996 in tre settori: posta e corriere postali, telecomunicazioni, amministrazione e personale.
Il 1º maggio 1996 l'ente si trasformò nella Post und Telekom Austria AG. Gli attuali successori sono la Österreichische Post AG, la A1 Telekom Austria AG e la ÖBB-Postbus GmbH.

## Storia

### Servizio postale
In Austria c'era un servizio postale sin dal 1722, fondato dall'imperatore Carlo VI. Tuttavia solo venti anni più tardi venne trasformato in una vera e propria azienda.
Nel 1749 vennero attivati collegamenti giornalieri fra le principali città austriache; un anno dopo fu introdotto il servizio di trasporto dei pacchi e dal 1751 le lettere furono contrassegnate con il timbro datario. All'inizio del XIX secolo la PTV gestiva anche il sistema postale del Liechtenstein, tuttavia questo servizio cessò nel 1921, quando il Liechtenstein entrò nell'unione postale con la Svizzera. Il direttore delle poste Maximilian Otto von Ottenfeld modernizzò il sistema postale negli anni fra il 1829 ed il 1848. I servizi regionali vennero equiparati e venne creato un consiglio di sorveglianza.

### Telegrafi e trasporti
Nel 1847 venne inaugurato il servizio telegrafico e nel 1850 fu introdotto il francobollo gommato a tariffa unica.
Nel 1907 il direttore generale Friedrich Wagner inaugurò la prima autocorriera postale.

### Telefonia
Nel 1881 il telefono arrivò a Vienna. Nei primi quattordici anni la rete telefonica venne gestita tramite il collegamento fra loro di 154 piccole compagnie private, perciò questa rete telefonica risultava inaffidabile, costosa e mal strutturata.
Nel 1895 le undici reti telefoniche private vennero nazionalizzate e sottoposte alla PTV. Il nome dell'azienda avrebbe inizialmente dovuto essere modificato, ma alla fine venne conservato, in quanto fu deciso che il telefono potesse essere classificato come il telegrafo in quanto era anch'esso un apparecchio acustico.
Dopo la nazionalizzazione, lo sforzo dell'amministrazione telegrafica si diresse innanzitutto verso la realizzazione e lo sviluppo di impianti adeguati ai reali bisogni del traffico telefonico locale ed interurbano. La cosiddetta Centrale Friedrichstraße 6 (nella Innere Stadt) così come la centrale interurbana nel palazzo dei telegrafi erano infatti insufficienti ed ogni ampliamento era impedito da spazi ristretti; si decise perciò di demolire integralmente la Centrale Friedrichstraße e al suo posto di costruire due nuove centrali.
All'esito di un acceso concorso di architetti fra il 1897 ed il 1899 vennero costruite la Centrale I e la Centrale II. Nella notte fra il 18 e il 19 febbraio 1899 l'attività della Centrale Friedrichstraße fu spostata nella Centrale I e di lì venne collegata ad una centrale temporanea in Kolingasse, nel distretto di Alsergrund, nonché alla Ferncentrale am Börseplatz. Dal 21 (lunedì di Pentecoste) al 22 maggio dello stesso anno vennero attivate la Centrale II e con essa la nuova Ferncentrale ("centrale per le comunicazioni a distanza") allestita nella sede; gli uffici in Kolingasse ed in Börseplatz persero la loro funzione di centralini.
Nel 1902 venne impiantato il primo telefono a gettoni.
Nel 1910 incominciò l'automatizzazione della connessione. All'inizio del 1970 furono terminati i relativi lavori nei distretti telefonici di Dürnkrut e Neusiedl an der Zaya, nel distretto di Gänserndorf: furono gli ultimi distretti in Austria ad essere completamente automatizzati. Così, circa sessant'anni dopo l'inizio dell'automatizzazione la centralinista (Fräulein vom Amt) lasciava definitivamente il servizio in Austria.
A partire dal 1978 la rete telefonica venne telematizzata. Nel 1992 iniziò a Vienna la sperimentazione con la rete ISDN.
I primi telefoni mobili furono impiantati sulle automobili nel 1974 e negli anni successivi i radiotelegrafi.

## Cooperazione
- Nel 1883 iniziò la collaborazione fra la PTV e la Österreichische Postsparkasse ("Cassa di risparmio postale austriaca" - PSK) in modo che le lettere assicurate fossero disponibili nella maggior parte degli uffici postali.
- Nel 1923 la PTV sottoscrisse il 30 % delle azioni della Radio Austria AG. In questo modo la Radio Austria poteva utilizzare i cavi e gli impianti satellitari della PTV per i servizi di telecomunicazioni pubbliche internazionali.
- Inoltre le PTV mantenne una stretta relazione con la Deutschen Bundespost – Telekom, soprattutto sulle questioni tecniche.